# 結婚吧
結婚吧是台灣的一個婚禮媒合平台，由數字科技於2016年成立，目前只在台灣提供服務。該平台可讓婚禮業者刊登各自的服務項目、方案內容、聯絡資訊、相片及影片，並讓婚禮新人詢價、瀏覽、留言討論及評分。應用程式於2018年3月1日上線。
由於營運考量，該平台將於2024年5月24日（星期五）上午10點正式終止所有服務並關閉網站。

## 外部連結
- 官方网站
- 結婚吧的Facebook專頁
- 結婚吧的Instagram帳戶
- YouTube上的結婚吧頻道